# Divinità celtiche

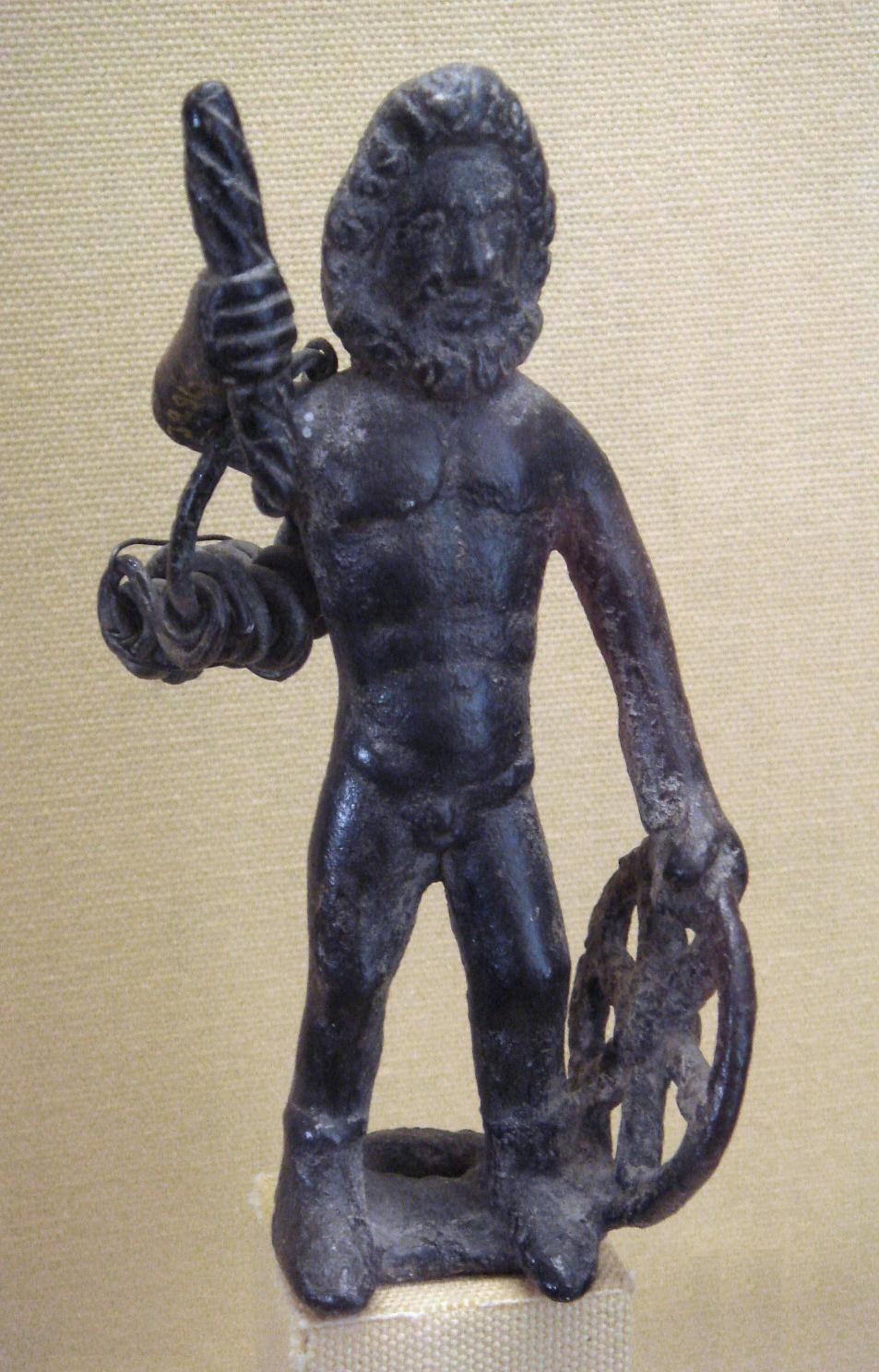
Taranis

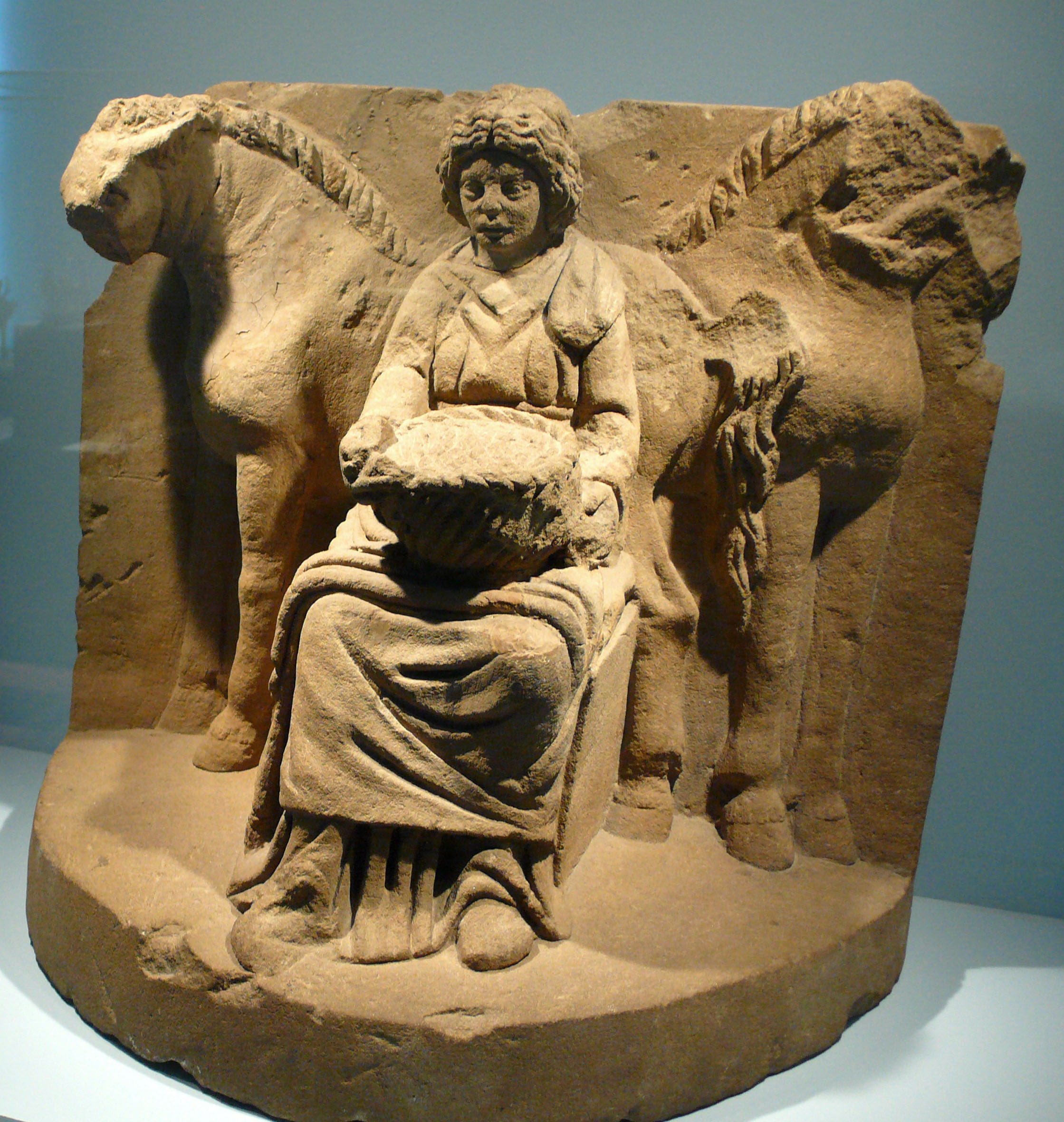
Epona

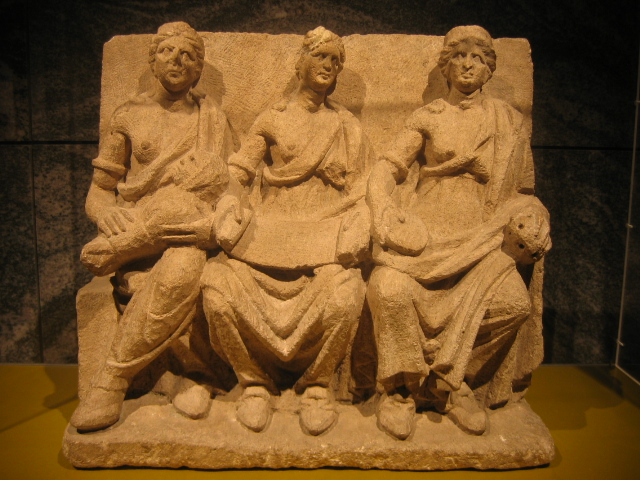
Matres

Gli dei  della mitologia celtica sono conosciuti da una varietà di fonti e per le quali sopravvivono molte statue, offerte votive, dediche e oggetti di culto del periodo pre-classico e classico. 
Esisterebbero diversi tipi di divinità, quelle invocate da tutti i celti e quelli invece locali, che erano più che altro dei genii loci, cioè più degli spiriti del mondo, ognuno dei quali proteggeva ogni singolo albero, ogni singola montagna, ogni singolo fiume.
C'è anche una grande quantità di materiale scritto irlandese e gallese che si pensa preserverebbe elementi della mitologia pre-cristiana. Nelle fonti della mitologia irlandese, i Túatha Dé Danann sono comunemente rappresentati come un pantheon divino. Tuttavia gli stessi testi presentano un tentativo monastico di evemerizzare o demonizzare i Tuatha Dé Danann. Gli scritti irlandesi a volte identificano esplicitamente le divinità, mentre, per contrasto, nessuno dei personaggi della mitologia gallese è identificato come divino.

## Antiche divinità galliche e britanniche

### Maschili
- Abandinus - Forse un dio del fiume
- Abellio - (Abelio, Abelionni) Un dio degli alberi da frutto
- Alaunus - (Fin) Un dio del sole
- Alisanos - (Alisauno)
- Ambisagro - Un dio del tuono e della luce
- Anextiomaro - (Anextlomaro, Anextlomara) Un dio del sole
- Atepomaro - Un dio del sole
- Arverno - Un dio tribale
- Arausio - Un dio dell'acqua
- Bodbh - Un corvo che frequentava i campi di battaglia cibandosi dei corpi e del sangue dei morti
- Barinto - (Manannán mac Lir) Un dio del mare e dell'acqua
- Belanu - Una divinità protoceltica, dio della luce
- Belatu-Cadros - (Belatucadros, Belatucadro, Balatocadro, Balatucadro, Balaticauro, Balatucairo, Baliticauro, Belatucairo, Belatugago, Belleticauro, Blatucadro e Blatucairo) Un dio dell'acqua
- Borvo - (Bormo, Bormanus) Dio dei minerali e delle sorgenti
- Buxeno
- Camulos - (Camulo, Camulos) Un dio della guerra
- Canetonnessis
- Cernunnos - Un dio maschio con corna da cervo
- Cicolluis - Cicolluis o Cicoluis (Cicollus, Cicolus, Cicollui, Cichol) può essere identificato con l'aspetto guerriero del dio romano Marte, molto probabilmente è stata una divinità protettrice.
- Cimbriano
- Cissonio - (Cisonio, Cesonio) Un dio del commercio
- Cnabezio
- Cocidio - Un dio della guerra
- Condatis - Un dio delle confluenze dei fiumi
- Contrebis - (Contrebis, Contrebo) Un dio di una città
- Dii Casses
- Dis Pater - (Dispater) Un dio degli inferi
- Esus - (Hesus)
- Fagus - Un dio dei faggi
- Fido - Un dio locale dei galli Boi di Fidenza
- Genii Cucullati - Spiriti incappucciati
- Gobannus - (Gobannos) dio dei fabbri
- Grannos - (Gramnos, Gramnnos) Un dio della salute, dei minerali e delle sorgenti
- Icauno - Un dio di un fiume
- Intarabo
- Iovantucaro - Un protettore della giovinezza
- Leno - Un dio della salute
- Leucezio - (Leucetius) Un dio del tuono
- Lugus
- Luxovio - (Luxovius) Un dio dell'acqua cittadina
- Maponos - (Maponus) Un protettore della giovinezza
- Mogetius - Un dio della guerra paragonato a Marte
- Mogons - (Moguns)
- Moritasgus - Un dio del sole
- Mullo
- Nemauso
- Nerio
- Nodens - (Nudens, Nodons) Un dio della salute, del mare, della caccia e dei cani
- Ogmios
- Robur - Un dio delle querce
- Rudianos - Un dio della guerra
- Segomo - Un dio della guerra
- Smertrios - (Smertios, Smertrius) Un dio della guerra
- Sucellos - (Sucellus, Sucellos) Un dio dell'agricoltura, delle foreste e delle bevande alcoliche
- Taranis - Un dio del tuono
- Toutatis - (Caturix, Teutates) Un dio tribale
- Ucuetis
- Veteris - (Vitiris, Vheteris, Huetiris, Hueteris)
- Virotutis - Un dio del sole
- Visucio
- Vindonno - Un dio del sole
- Vinotono
- Vecchione - Un dio dei testicoli
- Vosegus

### Femminili
- Abnoba
- Adsullata
- Aericura
- Agrona
- Ancamna
- Andarta
- Andraste
- Arduinna
- Aufanie
- Arnemezia
- Artio
- Aventia
- Aveta
- Belisama
- Brigantia
- Britannia
- Camma
- Campestres
- Catubodua
- Clota
- Coventina
- Damara
- Damona
- Dea Matrona
- Dea Sequana
- Epona
- Erecura
- Icovellauna
- Litavis
- Mairie
- Nantosuelta
- Nemetona
- Noreia
- Ritona (Pritona)
- Rosmerta
- Sabrina
- Senua
- Sequana
- Sirona
- Sulevie
- Sulis
- Tamesis
- Verbeia

## Personaggi della mitologia gallese

### Maschili
- Amaethon
- Arawn
- Avalloc
- Beli
- Brân il Benedetto
- Caswallawn
- Culhwch
- Dwyfan
- Dylan Eil Ton
- Eurosswydd
- Govannon
- Gwydion
- Gwyddno
- Gwyn ap Nudd
- Hafgan
- Lleu Llaw Gyffes
- Lludd
- Llyr
- Mabon
- Manawydan
- Math ap Mathonwy
- Myrddin Wyllt
- Nisien e Efnisien
- Penn
- Pryderi
- Pwyll
- Taliesin
- Ysbaddaden

### Femminili
- Arianrhod
- Blodeuwedd
- Branwen
- Ceridwen
- Cigfa
- Creiddylad
- Cyhyraeth
- Dôn
- Elen
- Gwenn Teir Bronn
- Modron
- Olwen
- Penarddun
- Rhiannon

## Personaggi della mitologia irlandese

### Maschili
- Abartach
- Abhean
- Aed
- Áengus Mac ind Óc
- Ai
- Balor
- Bodb Dearg
- Bres
- Brian, Iuchar e Iucharba
- Cian, Cu e Cethen
- Creidhne
- Cú Chulainn
- Cú Roí
- Dagda
- Dian Cecht
- Elatha
- Goibniu
- Lir
- Luchtaine
- Lugh
- Mac Cuill, Mac Cecht e Mac Gréine
- Manannan Mac Lir
- Miach
- Midir
- Mug Ruith
- Neit
- Nuada
- Oghma
- Tethra

### Femminili
- Aibell
- Aimend
- Áine
- Airmed
- Anann
- Badb
- Banba
- Bébinn
- Bé Chuille
- Birog
- Boann
- Brigid
- Caer
- Canola
- Carmun
- Cessair
- Cethlenn
- Clíodhna
- Danu
- Ériu
- Étaín
- Ethlinn
- Ethne
- Fand
- Fionnuala
- Fódla
- Lí Ban
- Macha
- Mórrígan
- Nemain
- Niamh
- Plor na mBan
- Sheela na Gig
- Tailtiu

## Personaggi della mitologia scozzese
- Alastir
- Beira
- Cailleach
- Dia Griene
- Inghean Bhuidhe
- Lasair
- Latiaran
- Oisín
- Shoney